# Hayden Wilde
Hayden Wilde (n. 1 septembrie 1997, Taupō⁠(d), Manawatū-Whanganui Region⁠(d), Noua Zeelandă) este un triatlonist ce a reprezentat Noua Zeelandă, medaliat olimpic. A participat la o ediție a Jocurilor Olimpice (2020) în care a câștigat o medalie de bronz.